# NHK特集 大黄河
『NHK特集 大黄河』（エヌエイチケイとくしゅう だいこうが）は、NHKが1986年に『NHK特集』枠内で放送したドキュメンタリー番組。

## 大黄河
1980年のNHK特集『シルクロード -絲綢之路-』の成功を機に、1984年に日本と中国の間で放送協力協定が締結された。この頃から放送をめぐる日中の交流が活発になり、『シルクロード』に続く日中共同制作第2弾として制作されたのが本作である。また本作では、中国を取材したドキュメンタリー作品としては初めてハイビジョンによる撮影が行われている。また、シリーズ開始前の1986年1月2日にプレリュード版である『大黄河 悠久の旅』が放送されている。
番組のナレーションは緒形拳、音楽は宗次郎が担当した。

## 大黄河悠久の旅
『大黄河』を再編集したものであり、前述の同名番組とは異なる。フィラー番組『映像散歩』で度々放送されている。ナレーションは入っておらず、主に字幕によって進行される。また音楽は宗次郎が担当しているが、使用される曲は大黄河のために書き下ろされた作品に限らず、2000年頃までに宗次郎が制作した作品も多数使用されている。

## タイトル一覧

### プロローグ「大黄河 悠久の旅」
1986年1月2日放送

### 「大黄河」（全10集）
1986年4月 - 1987年3月放送
1. 遥かなる河源に立つ（1986年4月13日）
2. 激流・筏下り（1986年5月11日）
3. 大いなる支流の遺産（1986年6月8日）
4. 知られざる異境の民（1986年7月13日）
5. オルドスの興亡（1986年10月12日）
6. 地中の百万都市（1986年11月9日）
7. 民族と文明のゆりかご（1986年12月14日）
8. 暴れ竜を治める（1987年1月11日）
9. 仏陀の道（1987年2月8日）
10. 大河・渤海に到る（1987年3月8日）

### 「空から見た大黄河」
1986年9月14日放送

### 「大黄河」（30分版・全20回）
1987年10月 - 1988年3月放送
風土と生活編
1. 河源そして河口（1987年10月15日）
2. 峡谷を下る（1987年10月22日）
3. 高原に生きる（1987年10月29日）
4. 沙漠にいどむ（1987年11月12日）
5. 窰洞の知恵（1987年11月19日）
6. 春節讃歌（1987年11月26日）
7. 大河を渡る（1987年12月3日）

歴史と文物編
1. 伝説の帝王たち（1987年12月10日）
2. 殷鑑遠からず（1988年1月7日）
3. 春秋のまつり（1988年1月14日）
4. 秦・漢帝国への旅（1988年1月21日）
5. 古都探訪（1988年1月28日）
6. 不思議の国の興亡（1988年2月4日）

民族と信仰編
1. 五体投地の人びと（1988年2月18日）
2. 白い帽子の民（1988年2月25日）
3. 神仙のふるさと（1988年3月3日）
4. 石刻の仏たち（1988年3月10日）
5. 古寺巡礼（1988年3月17日）

詩編
1. 戦火のうた（1988年3月24日）
2. 悠久の旅（1988年3月31日）

### 「大黄河」（総集編）
1988年8月7日放送

### 「大黄河悠久の旅」（全3集）
1. 黄河上流域〜少数民族の天地
2. 黄河中流域〜黄土高原に生きる
3. 黄河下流域〜河口への旅

## 関連書籍
- 『NHK大黄河』（全5巻）、1986-87年－日本放送出版協会
- 『写真集 NHK大黄河』（全2巻）
- 『NHKシルクロード・大黄河・海のシルクロード写真集』 愛蔵版　1997年